# Amblyomma komodoense
Amblyomma komodoense är en fästingart som beskrevs av Oudemans 1928. Amblyomma komodoense ingår i släktet Amblyomma och familjen hårda fästingar. Inga underarter finns listade i Catalogue of Life.